# Adopt a Highway
Pour plus de détails, voir Fiche technique et Distribution.
Adopt a Highway est un film américain réalisé par Logan Marshall-Green, sorti en 2019.

## Synopsis
Un homme qui a passé 21 ans en prison pour possession de marijuana trouve un bébé abandonné dans une benne à ordures.

## Fiche technique
- Titre : Adopt a Highway
- Réalisation : Logan Marshall-Green
- Scénario : Logan Marshall-Green
- Musique : Jason Isbell
- Photographie : Pepe Avila del Pino
- Montage : Claudia Castello
- Production : Jason Blum, Greg Gilreath, Ethan Hawke, Ryan Hawke, Adam Hendricks et John H. Lang
- Société de production : Divide/Conquer, Blumhouse Productions, Under the Influence et Tang Media Partners
- Pays :  États-Unis
- Genre : Drame
- Durée : 81 minutes
- Dates de sortie : 
  - États-Unis : 1er novembre 2019
  - France : 16 mars 2020 (Internet)

## Distribution
- Ethan Hawke : Russell Millings
- Chris Sullivan : Orankle
- Christopher Heyerdahl : Jim
- Elaine Hendrix : Diane Spring
- Mo McRae : Wilson
- Betty Gabriel : Deeks
- Anne-Marie Johnson : Tracy Westmore
- William Stanford Davis : Hatty
- Milauna Jackson : lé détective Minardi
- Diane Gaeta : Becca
- Loni Love : Cher
- Dohn Norwood : Cato
- Rich Ceraulo Ko : l'officier Marshall
- Heidi Sulzman : le détective Gladden
- Dione Kuraoka : Lisa Chang
- Tyson Sullivan : Richard
- Della Atherton : Beverly
- Everly Sucher : Ella
- Savannah Sucher : Ella

## Accueil
Le film a reçu un accueil mitigé de la critique. Il obtient un score moyen de 53 % sur Metacritic.